# NGC 7525-2
NGC 7525-2 is een spiraalvormig sterrenstelsel in het sterrenbeeld Pegasus. Het hemelobject werd op 3 november 1864 ontdekt door de Duitse astronoom Albert Marth.

## Synoniemen
- MK 316
- ZWG 431.19
- PGC 70731